# Scopula anatreces
Scopula anatreces là một loài bướm đêm trong họ Geometridae.